# ملكة جمال الأرض 2017
ملكة جمال الأرض 2017، هي مسابقة ملكة جمال الأرض السابعة عشرة في تاريخ مسابقة ملكة جمال الأرض منذ انطلاقتها عام 2001، تحمل شعار «بطلات مكافحة تغير المناخ» ، عقدت مسابقة في 4 نوفمبر 2017 في مول آسيا في باساي، مترو مانيلا، الفلبين. في نهاية الحدث توجت كارين إيباسكو من الفلبين من قبل ملكة جمال الأرض السابقة كاثرين إسبين من الإكوادور . هذه هي المرة الرابعة التي تفوز فيها الفلبين بملكة جمال الأرض.

## النتائج

### المراكز النهائية
| النتائج النهائية                  | المتنافسة |
| --------------------------------- | --- |
| ملكة جمال الأرض 2017              | - الفلبين - كارين إيباسكو |
| ملكة جمال الهواء (الوصيفة الأولى) | - أستراليا - نينا روبرتسون |
| ملكة جمال الماء (الوصيفة الثانية) | - روسيا - لادا أكيموفا |
| ملكة جمال النار (الوصيفة الثالثة) | - كولومبيا - جوليانا فرانكو |
| أفضل 8                            | - جمهورية التشيك - إيفا أوشيلتوفا - هولندا - فيث لاندمان - تايلاند - باوينسودا دروين - فنزويلا - نينسكا فاسكويز |
| أفضل 16                           | - أنغولا - إيرميليندا دي ماتوس - البوسنة والهرسك - يلينا كاراجيتش - الكاميرون - أنجيل كوسيندا - غواتيمالا - ماريا خوسيه كاستانييدا - سويسرا - سارة لورا بيرل - تونغا - دايموند لانغي - الولايات المتحدة - أندريا غيبو - فيتنام - لي ثو ها ثو |

## الروابط الخارجية
- موقع ملكة جمال الأرض الرسمي
- مؤسسة ملكة جمال الأرض
- مؤسسة ملكة جمال الأرض أطفال أحب كوكبي